# Daniel Carlat
Daniel Carlat är en amerikansk psykiater som är känd för sin kritiska inställning till överförskrivning av läkemedel, respektive företagssponsring av vidareutbildning för läkare. Carlat är också VD för Carlat Publishing, som säljer nyhetsbrev och annat material som används för vidareutbildning för läkare.

## Bakgrund
Just nu är Carlat fakultetsmedlem vid Tufts Medical School och redaktör för The Carlat Psychiatry Report, ett nyhetsbrev som publiceras varje månad. 2007 skrev Carlat en artikel i New York Times Magazine med titeln "Dr. Drug Rep" som handlade om hur han rekryterades av läkemedelsföretaget Wyeth för att marknadsföra det antidepressiva medlet Effexor med påståendet att det skulle vara effektivare än andra antidepressiva medel på marknaden. Enligt Carlat började han dock tvivla på kvaliteten av de studier som hävdade att läkemedlet som han fick betalt för att marknadsföra verkligen var säkert, och pekade på hur studierna företaget citerade var kortsiktiga och oroade sig också kring farhågor gällande abstinenssymptom. Carlat valde så småningom att sluta hålla samtal på läkemedelsföretagens vägnar efter att ha blivit ifrågasatt av en distriktschef som arbetade på Wyeth gällande hans "entusiasm" för produkten. I en annan artikel från 2007 i The Boston Globe kritiserade han även Massachusetts General Hospital för att ha accepterat miljontals dollar från läkemedelsföretag som sponsrade fortsatta psykiatrikurser.
Carlat har också kritiserat kvaliteten på psykiatrisk patofysiologi genom att jämföra denna med kardiologin, som han hävdar har en bättre förståelse för hur man behandlar problem med medicinering. I denna argumentation citerar Carlat problem som en oförmåga att direkt mäta neurotransmittornivåer hos levande patienter. Respektive ett beroende av indirekta testmetoder (t.ex. mätning av serotonin baserat på cerebrospinalvätskeprover eller under post mortem-studier).